# 크리스 윌콕스
크리스 윌콕스(Chris Wilcox, 1982년 9월 3일 ~ )는 미국 프로농구 보스턴 셀틱스의 선수이며, 포지션은 파워포워드 겸 센터이다.